# Das Wirtshaus zu den Ertrunkenen
Das Wirtshaus zu den Ertrunkenen (Originaltitel L’Auberge aux Noyés) ist eine Erzählung von Georges Simenon, in der Kommissar Maigret in der Umgebung von Nemours ermittelt. Das zur Reihe der Maigret-Romane und -Erzählungen gehörende Werk entstand im Winter 1937/38 in Neuilly-sur-Seine oder im März 1938 in Porquerolles. Die Erzählung erschien erstmals am 11. November 1938 in der Zeitschrift Police-Film/Police-Roman.
In Buchform wurde die Erzählung 1944 in dem Erzählband Les Nouvelles Enquêtes de Maigret bei Gallimard veröffentlicht. In deutscher Übersetzung von Hansjürgen Wille und Barbara Klau erschien die Erzählung erstmals 1976 unter dem Titel Das Gasthaus zu den Ertrunkenen bei Kiepenheuer und Witsch, in neuer Übersetzung von Elfriede Riegler 1987 in dem Band Sechs neue Fälle für Maigret im Diogenes Verlag.

## Handlung

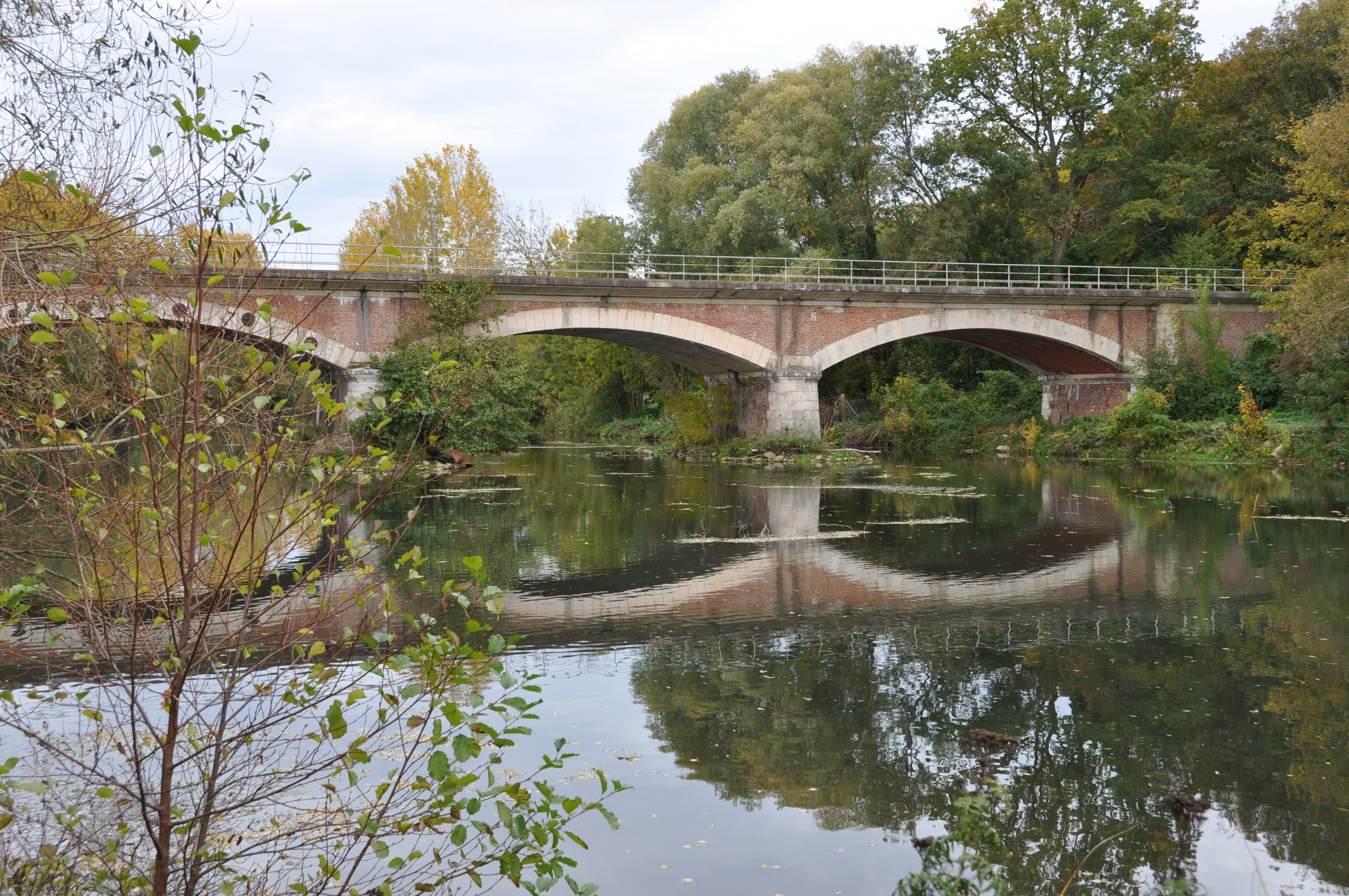
Loingbrücke bei Châlette-sur-Loing

Kommissar Maigret hält sich für Ermittlungen in der Provinzstadt Nemours auf. Zwischen Nemours und Montargis in der Nähe des Flusses Loing, nicht weit von einem Restaurant namens L'Auberge aux Noyés entfernt, ereignet sich ein Verkehrsunfall; ein Lastkraftwagenfahrer erzählt, er habe auf einer Brücke mit seinem Zehntonner einen unbeleuchteten Wagen gerammt und dieser sei in den Fluss gestürzt. Als der Wagen in den Fluss gerollt sei, habe er Hilferufe vernommen. Als man am nächsten Morgen den Wagen mit Hilfe von Tauchern bergen kann, macht man eine makabre Entdeckung: in einem Lastwagen liegt eine Frau mit durchgeschnittener Kehle. Justin Rozier, der Inhaber der  L'Auberge aux Noyés, kennt das Fahrzeug: es gehört einem jungen Pariser Schneider namens Jacques Vertbois, der in seinem Lokal in Begleitung der 17-jährigen Viviane La Pommeraye abgestiegen ist; beide sind verschwunden. Maigret richtet sich in dem Lokal ein, ebenso eine Reihe von Zeitungsreportern, die es schnell Das Wirtshaus „Zu den Ertrunkenen“ taufen. Der Kommissar nimmt daraufhin Kontakt mit Vivianes Vater, Germain de La Pommeraye, einem Notar aus Versailles, der ihm gesteht, dass sich seine Tochter in den Abenteurer Jacques Vertbois verliebt hat und mit ihm durchgebrannt ist. Die Zeugenaussage des Lastwagenfahrers Jean Lecoin kann Maigret zunächst nicht überzeugen. Dieser gesteht schließlich, Vertbois habe ihn dafür bezahlt, den Wagen in den Fluss stürzen zu lassen. Er wollte damit angeblich einen Suizid simulieren, weil Vivianes Vater gegen die Verbindung war. Lecoin hatte darauf die beiden Verliebten bei einem befreundeten Tankwart in Montargis untergebracht. Maigret stöbert das junge Paar in ihrem Versteck auf; herauskommt, dass Vertbois noch eine weitere, aber wesentlich ältere Geliebte hatte, die frühere Opernsängerin Marthe Dorval, die ihre Zahlungen an Vetbois einstellte, als sie von dessen neuer Liebschaft mit der jungen Viviane erfuhr. Vertbois wird wegen Mordes verhaftet, die Tochter des Notares kehrte nach Bourges ins Haus ihrer Eltern zurück.

## Ausgaben
Nach der  Erstveröffentlichung in Police-Film/Police-Roman (1938) erschien die Erzählung in dem Sammelband Les nouvelles enquêtes de Maigret (Paris, Gallimard, NRF., 1944). Sie wurde in die Simenon-Werkausgaben Œuvres complètes (Lausanne, Editions Rencontre, 1967–1973) in Band IX, in Tout Simenon (Paris, Presses de la Cité, 1988–1993) in Band 25 und in Tout Simenon (Paris, Omnibus, 2002–2004) in Band 25 aufgenommen. In deutscher Übersetzung liegt sie außerdem in dem bei Diogenes 2009 erschienenen Sammelband Sämtliche Maigret-Geschichten (ISBN 978-3-257-06682-1) vor.

## Adaptionen
- L’auberge aux noyés, Folge der französischen Fernsehserie Les Enquêtes du commissaire Maigret (Regie: Jean-Paul Sassy), mit Jean Richard als Maigret, Ausstrahlung 1989
- Das Wirtshaus „Zu den Ertrunkenen“, Eine Maigret-Geschichte, Hörkassette – 1997